# ОФГ Плевен
ОФГ Плевен е дивизия, в която играят отбори от област Плевен. Състои се от една „А“ ОГ и три „Б“ ОГ (източна подгрупа, централна подгрупа и западна подгрупа).

## „А“ ОГ Плевен
През сезон 2022/23 в лигата участват 8 отбора.

### Отбори 2022/23
- Ботев (Трънчовица)
- Вихър (Гулянци)
- Гигант (Белене)
- Космос (Гривица)
- Левски (Брест)
- Светослав (Лепица)
- Ситомир (Никопол)
- Тръстеник (Тръстеник)

## „Б“ ОГ Изток
Групата се състои от 9 отбора.

### Отбори 2022/23
- Ботев (Българене)
- Ботев (Вълчитрън)
- Виная (Згалево)
- Динамо (Изгрев)
- Обнова (Обнова)
- Славия (Новачене)
- Спартак (Муселиево)
- Пордим (Пордим)
- Чавдар (Бръшляница)

## „Б“ ОГ Център
Първоначално групата трябва да бъде от 10 отбора, но Борба (Шияково) се отказва преди началото на сезона и остават 9 отбора. 

### Отбори 2022/23
- Бенковски (Петърница)
- Ботев (Комарево)
- Вихър (Крушовене)
- Динамо (Бохот)
- Искър (Ореховица)
- Свобода (Милковица)
- Спартак (Божурица)
- Устрем (Крета)
- Ясен (Ясен)

## „Б“ ОГ Запад
През сезона в групата се състезават 9 отбора.

### Отбори 2022/23
- Ботев (Рупци)
- Венци (Искър)
- Дреновец (Горник)
- Искър (Долни Луковит)
- Лавров (Горни Дъбник)
- Мизия (Кнежа)
- Спартак (Койнаре)
- Чавдар (Садовец)
- Червена звезда (Глава)